# Marathon Cup 6; Sjoerd Huisman Bokaal/Wokke Vastgoed Marathon 2024
De Marathonschaatsen 2024/2025 Marathon Cup 6 was de zesde wedstrijd van het Marathonseizoen die op zaterdag 23 november 2024 plaatsvond op De Westfries in Hoorn. 
Wisse Slendebroek had bijd de mannen de Sjoerd Huisman Bokaal gewonnen. In de finale ontsnapte Slendebroek samen met Niels Overvoorde uit het peloton, waarna Maikel Stam zich bij hen voegde. Slendebroek wist als enige van het trio de sprinters Harm Visser en Evert Hoolwerf voor te blijven en behaalde zo zijn eerste overwinning in de topdivisie. Visser eindigde als tweede en nam het oranje leiderspak over van Bart Hoolwerf. De koers leek lang op een massasprint af te stevenen, maar brak in de slotfase open. Een groep van twaalf zette het peloton op een ronde, waarna Slendebroek en Overvoorde verrassend ruimte kregen voor een aanval. Stam sloot later aan, maar de achtervolging van Hoolwerf en de andere sprinters kwam te laat. Slendebroek hield stand en won, met Visser en Hoolwerf als nummers twee en drie. Bij de vrouwen won Esther Kiel voor het derde jaar op rij de Sjoerd Huisman Bokaal. Kiel won na een matte koers van 80 ronden de sprint van een door langebaanverplichting sterk uitgedund peloton. Bente Kerkhoff moest de zege in de sprint aan Kiel laten maar nam wel het oranje leiderspak over van de afwezige wereldbekerganger Marijke Groenewoud. Elsemieke van Maaren maakte het podium compleet met een derde plaats.
In Hoorn had Arjen van Damme de beloftenmarathon gewonnen. Van Damme in de massasprint sneller dan thuisrijder Arn Botman en Chris de Velde. De wedstrijd op Westfries ijs was er een waar het geen moment stil viel en tot diep in de finale werd aangevallen. Joost de Jong was de laatste die werd teruggepakt nadat hij zelf Nino van Dijk, die samen met Bram Kras de finale kleurde, had overvleugeld. Bij terugkeer in de marathon heeft Maaike Koelewijn de wedstrijd van de beloften vrouwen gewonnen. In de pelotonsprint rekende de winnares van de eerste twee marathons af met Manon Gremmen en Anna Marit Sybrandi. Na een zware koers, waar van de doorstroomrijdsters uit de regio het merendeel voor half koers al de kant had opgezocht, draaide het uit op een massasprint De finale werd gekleurde door een late aanval van Thirza Gorkink en ontsiert door een val toen een al meerdere keren tot stoppen gemaande achterblijfster in aanvaring kwam met het sprintende peloton. Klassementsleidster Mayke Vriesinga finishte als vijfde en behield het oranje en wit.

## Tijdschema
| Datum                     | Tijd (CET) | Onderdeel           |
| ------------------------- | ---------- | ------------------- |
| Zaterdag 23 november 2024 | 17:00      | Beloften mannen     |
| Zaterdag 23 november 2024 | 18:30      | Beloften vrouwen    |
| Zaterdag 23 november 2024 | 19:30      | Top-divisie vrouwen |
| Zaterdag 23 november 2024 | 20:45      | Top-divisie mannen  |

## Podia
| Klasse              | Eerste            | Tweede         | Derde                |
| ------------------- | ----------------- | -------------- | -------------------- |
| Top-divisie mannen  | Wisse Slendebroek | Harm Visser    | Evert Hoolwerf       |
| Top-divisie vrouwen | Esther Kiel       | Bente Kerkhoff | Elsemieke van Maaren |
| Beloften mannen     | Arjen van Damme   | Arn Botman     | Chris de Velde       |
| Beloften vrouwen    | Maaike Koelewijn  | Manon Gremmen  | Anna Marit Sybrandi  |

## Uitslag Top-divisie mannen[2]
| #      | Rijder              | Nationaliteit | Ploeg                             | Ronde | Punten |
| ------ | ------------------- | ------------- | --------------------------------- | ----- | ------ |
| Goud   | Wisse Slendebroek   | Nederland     | Royal A-ware                      | 121   | 30,1   |
| Zilver | Harm Visser         | Nederland     | Team Essent                       | 121   | 26     |
| Brons  | Evert Hoolwerf      | Nederland     | Team Reggeborgh                   | 121   | 23     |
| 4      | Luc ter Haar        | Nederland     | Bouwselect / De Haan Westerhoff   | 121   | 22     |
| 5      | Niels Overvoorde    | Nederland     | Bouwselect / De Haan Westerhoff   | 121   | 21     |
| 6      | Maikel Stam         | Nederland     | VGR Sport / Galesloot constructie | 121   | 20     |
| 7      | Lars Woelders       | Nederland     | Sprog                             | 121   | 19     |
| 8      | Tjerk de Boer       | Nederland     | Royal A-ware                      | 121   | 18     |
| 9      | Sjoerd den Hertog   | Nederland     | Royal A-ware                      | 121   | 17     |
| 10     | Ruben Ligtenberg    | Nederland     | Sprog                             | 121   | 16     |
| 11     | Daan Gelling        | Nederland     | Royal A-ware                      | 121   | 15     |
| 12     | Christiaan Hoekstra | Nederland     | Hamco / Motorama                  | 121   | 14     |
| 13     | Jordy Harink        | Nederland     | Royal A-ware                      | 120   | 8      |
| 14     | Ronald Kruijer      | Nederland     | Bouwselect / De Haan Westerhoff   | 120   | 7      |
| 15     | Niels Immerzeel     | Nederland     | VGR Sport / Galesloot constructie | 120   | 6      |
| 16     | Ronald Haasjes      | Nederland     | Bouwselect / De Haan Westerhoff   | 120   | 5      |
| 17     | Joram Verkerk       | Nederland     | VGR Sport / Galesloot constructie | 120   | 4      |
| 18     | Bart Mol            | Nederland     | A6.nl / KMC                       | 120   | 3      |
| 19     | Bart Vreugdenhil    | Nederland     | Port of Amsterdam / SKITS         | 120   | 2      |
| 20     | Homme Jan de Groot  | Nederland     | Team Essent                       | 120   | 1      |

125 ronden
1:05:59uur (gem. 31,7sec) 45,5km/h

## Uitslag Top-divisie vrouwen[3]
| #      | Rijder                    | Nationaliteit | Ploeg                                        | Ronde | Punten |
| ------ | ------------------------- | ------------- | -------------------------------------------- | ----- | ------ |
| Goud   | Esther Kiel               | Nederland     | Puur ICT / BTZ                               | 80    | 25,1   |
| Zilver | Bente Kerkhoff            | Nederland     | Team Albert Heijn Zaanlander                 | 80    | 21     |
| Brons  | Elsemieke van Maaren      | Nederland     | OKAY/Interfarms                              | 80    | 18     |
| 4      | Nikki Noordergraaf        | Nederland     | OKAY/Interfarms                              | 80    | 17     |
| 5      | Jet Fransen               | Nederland     | Wokke Vastgoed                               | 80    | 16     |
| 6      | Sofia Schilder            | Nederland     | Wokke Vastgoed                               | 80    | 15     |
| 7      | Veerle van Koppen         | Nederland     | Puur ICT / BTZ                               | 80    | 14     |
| 8      | Janne Berkhout            | Nederland     | Turner                                       | 80    | 13     |
| 9      | Esmée Brommer             | Nederland     | Wokke Vastgoed                               | 80    | 12     |
| 10     | Pien van den Bos          | Nederland     | Wokke Vastgoed                               | 80    | 11     |
| 11     | Nienke Smit               | Nederland     | OCRE                                         | 80    | 10     |
| 12     | Tessa Snoek               | Nederland     | VGR Sport / Vreugdenhil Dairy Foods          | 80    | 9      |
| 13     | Carla Ketellapper-Zielman | Nederland     | A6.nl / KMC                                  | 80    | 8      |
| 14     | Tjilde Bennis             | Nederland     | Turner                                       | 80    | 7      |
| 15     | Beau Wagemaker            | Nederland     | A6.nl / KMC                                  | 80    | 6      |
| 16     | Paula Konijn              | Nederland     | OCRE                                         | 80    | 5      |
| 17     | Amber Siegers             | Nederland     | Skadi / P&G Safety / Mark Bouman Grondwerken | 80    | 4      |
| 18     | Olin Verhoog              | Nederland     | OCRE                                         | 80    | 3      |
| 19     | Kaat van Steekelenburg    | Nederland     | Fortune Coffee                               | 80    | 2      |
| 20     | Maaike Verweij            | Nederland     | Team Albert Heijn Zaanlander                 | 80    | 1      |

80 ronden
0:47:42uur (gem. 35,8sec) 40,3km/h

## Uitslag beloften mannen[4]
| #      | Rijder              | Nationaliteit | Ploeg                               | Ronde | Punten |
| ------ | ------------------- | ------------- | ----------------------------------- | ----- | ------ |
| Goud   | Arjen van Damme     | Nederland     | Skate@sea                           | 100   | 25,1   |
| Zilver | Arn Botman          | Nederland     | Wokke Vastgoed                      | 100   | 21     |
| Brons  | Chris de Velde      | Nederland     | Royal A-ware                        | 100   | 18     |
| 4      | Kevin van der Horst | Nederland     | Royal A-ware                        | 100   | 17     |
| 5      | Simon de Smit       | Nederland     | Vector                              | 100   | 16     |
| 6      | Joël Haasjes        | Nederland     | Arbeidsrecht de Graaf               | 100   | 15     |
| 7      | Jochem Posthumus    | Nederland     | Speelman / Exclusief Vastgoedbeheer | 100   | 14     |
| 8      | Joost de Jong       | Nederland     | Bouwselect / De Haan Westerhoff     | 100   | 13     |
| 9      | Daan Berkhout       | Nederland     | Team Reggeborgh                     | 100   | 12     |
| 10     | Jurrian Haasjes     | Nederland     | Arbeidsrecht de Graaf               | 100   | 11     |
| 11     | Twan Berlijn        | Nederland     | Wokke Vastgoed                      | 100   | 10     |
| 12     | Ids Bouma           | Nederland     | OKAY/Interfarms                     | 100   | 9      |
| 13     | Rick Meijer         | Nederland     | Bouwselect / De Haan Westerhoff     | 100   | 8      |
| 14     | Mathijs van Zwieten | Nederland     | Douma Staal                         | 100   | 7      |
| 15     | Luke Kooij          | Nederland     | Langhout Beton & PCO Infra          | 100   | 6      |
| 16     | Fred Schouwenaar    | Nederland     | Ormer ICT                           | 100   | 5      |
| 17     | Friso van Vliet     | Nederland     | Attaq                               | 100   | 4      |
| 18     | Ruben Verkerk       | Nederland     | Ormer ICT                           | 100   | 3      |
| 19     | Melle Brouwer       | Nederland     | Ormer ICT                           | 100   | 2      |
| 20     | Joël Bom            | Nederland     | Ormer ICT                           | 100   | 1      |

100 ronden
0:53:26uur (gem. 32,1sec) 44,9km/h

## Uitslag beloften vrouwen[5]
| #      | Rijder                  | Nationaliteit | Ploeg                                        | Ronde | Punten |
| ------ | ----------------------- | ------------- | -------------------------------------------- | ----- | ------ |
| Goud   | Maaike Koelewijn        | Nederland     | Fortune Coffee                               | 60    | 25,1   |
| Zilver | Manon Gremmen           | Nederland     | Husqvarna / Praktijk Centrum Bomen           | 60    | 21     |
| Brons  | Anna Marit Sybrandi     | Nederland     | Boltrics                                     | 60    | 18     |
| 4      | Amber van der Meijden   | Nederland     | KNSB Inline Selectie                         | 60    | 17     |
| 5      | Mayke Vriesinga         | Nederland     | Boltrics                                     | 60    | 16     |
| 6      | Iris Tiben              | Nederland     | Wokke Vastgoed                               | 60    | 15     |
| 7      | Fleur Veen              | Nederland     | KNSB Inline Selectie                         | 60    | 14     |
| 8      | Bianca van der Meer     | Nederland     |                                              | 60    | 13     |
| 9      | Tijn Borst              | Nederland     | Ictron Energy                                | 60    | 12     |
| 10     | Viviana Rodríguez Rojas | Chili         | 21Adventures.nl                              | 60    | 11     |
| 11     | Thirza Koers            | Nederland     | Speelman / Exclusief Vastgoedbeheer          | 60    | 10     |
| 12     | Liset Speelman          | Nederland     | Speelman / Exclusief Vastgoedbeheer          | 60    | 9      |
| 13     | Lianne van Gameren      | Nederland     | Skadi / P&G Safety / Mark Bouman Grondwerken | 60    | 8      |
| 14     | Judith Krabbenborg      | Nederland     | OCRE                                         | 60    | 7      |
| 15     | Renée Schipper          | Nederland     | Vector                                       | 60    | 6      |
| 16     | Simone Veenstra         | Nederland     |                                              | 60    | 5      |
| 17     | Jolanda Laagland        | Nederland     | Speelman / Exclusief Vastgoedbeheer          | 60    | 4      |
| 18     | Tara Donoghue           | Ierland       | Leontienhuis                                 | 60    | 3      |
| 19     | Sam van der Monde       | Nederland     | Gewest Friesland                             | 60    | 2      |
| 20     | Aline de Jong           | Nederland     | D.S.V. de Skeuvel                            | 60    | 1      |

60 ronden
0:35:35uur (gem. 35,6sec) 40,5km/h

### Snelste wedstrijdgemiddelde
| Klasse              | Snelste gemiddelde        | Tijd     | Ronden | Schaatsster       | Nationaliteit | Ploeg          |
| ------------------- | ------------------------- | -------- | ------ | ----------------- | ------------- | -------------- |
| Top-divisie Mannen  | 45,5 km/h (gem. 31,7sec)  | 01:05:59 | 125    | Wisse Slendebroek | Nederland     | Royal A-ware   |
| Top-divisie Vrouwen | 40,3 km/h (gem. 35,8sec)  | 00:47:42 | 80     | Esther Kiel       | Nederland     | Puur ICT / BTZ |
| Beloften Mannen     | 44,9 km/h (gem. 32,1sec)  | 00:53:26 | 100    | Arjen van Damme   | Nederland     | Skate@sea      |
| Beloften Vrouwen    | 40,5 km/h (gem. 35,6 sec) | 00:35:35 | 60     | Maaike Koelewijn  | Nederland     | Fortune Coffee |

Marathon Cup 1 · 
Marathon Cup 2 · 
Marathon Cup 3 ·
Marathon Cup 4 · 
Marathon Cup 5 · 
Marathon Cup 6 · 
Marathon Cup 7 · 
Marathon Cup 8 · 
De Vier van Noord-Holland 1 · 
De Vier van Noord-Holland 2 · 
De Vier van Noord-Holland 3 · 
De Vier van Noord-Holland 4 · 
Marathon Cup 9 · 
NK kunstijs · 
Marathon Cup 10 · 
Marathon Cup 11 · 
Marathon Cup 12 · 
Marathon Cup 13 · 
Grand Prix 1 · 
Open NK natuurijs · 
Grand Prix 2 · 
Grand Prix 3 · Marathon Cup 14 · 
Marathon Cup 15 · 
Grand Prix 4 · 
Grand Prix 5 · 
Grand Prix 6 ·  
Marathon Cup 16  · 
Klassementen: KNSB Cup ·
Jongeren · 
Ploegen ·
Grand Prix ·
Club-assistent Brabantcup ·
De Vier van Noord-Holland
Lijst van schaatsmarathonrijders 2024/2025